# 15594 Castillo
15594 Castillo è un asteroide della fascia principale. Scoperto nel 2000, presenta un'orbita caratterizzata da un semiasse maggiore pari a 2,2769675 UA e da un'eccentricità di 0,1616207, inclinata di 7,42214° rispetto all'eclittica.